# Columna Roja y Negra
La Columna Roja y Negra fue la quinta gran columna miliciana organizada por la CNT-FAI en Barcelona y que fue al frente de Aragón. Su incorporación se produjo a mediados de septiembre, en el sector de Huesca como refuerzo a las columnas anarquistas Ascaso y Aguiluchos. A menudo se la confunde con esta última. También se la confunde con la Columna Ortiz que en algunos momentos tomó ese mismo nombre. 

## En Mallorca
A primeros de agosto de 1936, el comandante Alberto Bayo es encargado de llevar a cabo la operación para la conquista de la isla de Mallorca, entonces bajo control de los militares sublevados. El 6 de agosto concluyen los preparativos para la toma y el Comité Central de Milicias Antifascistas de Cataluña le presta su apoyo logístico. El 16 de agosto desembarcan en Mallorca alrededor entre 6.000 y 10.000 hombres y entablan combate entre Punta Amer y Porto Cristo, en la parte oriental de la isla. Aunque útimamente esta cifra se ha puesto en duda, al analizar los subsidios que cobraban los milicianos, y se estima en 5.500 en su máximo apogeo y mucho menor en los momentos clave. De ello se deduce que era una cifra un poco superior a la de los defensores, insuficiente para tomar la isla.  
Estas tropas se habían formado a partir de la guarnición de Menorca, que se mantuvo fiel a la República, de guardias de asalto, algunos militares y voluntarios de las organizaciones políticas y sindicales republicanas procedentes de Barcelona. Según la versión de Bayo formaban el contingente: milicianos del Partido Socialista Unificado de Cataluña (eran la mayor parte), una centuria de extranjeros, jóvenes de Estat Català, de la CNT, de Esquerra Catalana, Acció Catalana y FAI. Siguiendo con el relato de Bayo, el Sindicato Único del Transporte Marítimo de la CNT organizó un pequeño grupo de 37 voluntarios que embarcaron el 14 de agosto en el destructor Almirante Miranda. También se apuntaron otros 31 afiliados a la CNT de Menorca. Entre ellos había unos cuantos que formaban el grupo 19 de Julio, de la FAI (Francisco Sansano, Antoni Gilabert, Cristòfol Pons, Justo Donoso y Juan Yagüe).  
Un grupo aparte de la columna de 400 milicianos anarquistas tomó la isla de Cabrera por su cuenta. Estaban mandados por el capitán Luis Jiménez Pajarero, anarquista y perteneciente al ejército en el regimiento Badajoz. No se coordinaron correctamente con las tropas de Bayo y entraron en Punta Amer por su cuenta, antes del desembarco oficial de la expedición. 
Al grupo anarquista de la Columna Baleares (la que mandaba Bayo) se le asignó la posición de Punta Amer también. Les tocó la posición que ellos llamaron Lomas Artísticas. Cristòfol Pons formaba parte del Estado Mayor de Bayo, en representación de los anarquistas. Sus relaciones no fueron muy buenas.
Sin embargo, un reciente trabajo sobre las milicias antifascistas de Cataluña basándose en las nóminas de los milicianos de Mallorca indica que la columna del Sindicato Único del Transporte Marítimo se componía de 10 centurias, formadas en gran medida por marineros de toda España, incluidos internacionales, que estaban en aquellos momentos en Barcelona. También había un grupo de mujeres. Estaba comandada por Juan Yagüe. Cuando llegó a Mahón recibió nuevos grupos de Barcelona. Según este estudio, las tropas del Sindicato de Transporte Marítimo desembarcaron el día 16 de agosto en la zona de Son Servera, igual que el resto. En esta población se desplegaron 892 efectivos del sindicato que se enfrentaron a unos 800 defensores que contaban con mejor artillería que los atacantes. El ataque logró provocar la retirada de Son Servera de las fuerzas defensoras, aunque pronto retomaron el pueblo dado que los republicanos no entraron en él y se quedaron en las afueras. La columna tuvo un mínimo de 30 muertos, aunque es muy probable que fuesen mucho mayores. Los sublevados tuvieron 79 muertos y 111 heridos, lo que hace suponer que los republicanos tuviesen muchas más. Por ejemplo, en el reembarque quedaron en tierra 40 milicianos del sindicato que fueron hechos prisioneros y fusilados.  
En la retirada la columna se dividió en dos grupos. El primero se dirigió inmediatamente a Barcelona, desde donde partió al Frente de Aragón, al sector de Huesca. El segundo grupo permaneció defendiendo la isla de Ibiza desde el día 5 hasta el 17 de septiembre. A continuación evacuó la isla y se unió al resto de la columna.

## En el Frente de Aragón
Con la partida de esta unidad hacia Aragón, empezó a recibir el nombre de Columna Roja y Negra o Columna Rojo y Negro indistintamente. No se debe confundir con la Columna Ortíz o Sur Ebro, que a veces recibió ese nombre. En ocasiones también la Columna Tierra y Libertad recibió el mismo nombre.  
Tras la retirada de las islas a primeros de septiembre, ordenada por Indalecio Prieto, ministro de la Marina, las tropas vuelven a Barcelona, donde se reorganizan. Los milicianos del PSUC se organizan en la Columna Libertad (o López Tienda) que fue al frente de Madrid, participante de la batalla de la Ciudad Universitaria.  
La columna fue comandaba por el capitán Jiménez Pajarero y el sindicalista García Prada que hacía de delegado político. Llegaron a Aragón a mediados de septiembre y establecieron su cuartel General en Sipan, entrando en línea por Loporzano, combatiendo contra los defensores de Monte Aragón y Estrecho Quinto. Tomada esta última población, la columna se situó al norte de la ciudad de Huesca, estableciendo como base la población de Igriés. Se unieron a la columna diversas centurias formadas por evadidos de la otra zona, por ejemplo la centuria Ayerbe-Lapeña mandada por Máximo Franco Cavero, que llegó a mandar la 127.ª Brigada Mixta. Sin embargo algunos de sus grupos combatieron en Siétamo, Angüés, Vicién o Azaila, que estaban ocupados por otras columnas de la CNT.  
La columna apenas tenía militares y era mayoritariamente de la CNT, aunque también existían milicianos de la UGT. En la columna también había bastantes andaluces y aragoneses. Además entre los milicianos que venían del Sindicato de Transporte Marítimo había gente de todas partes. La columna tuvo un grupo de investigación de la FAI. Tomaron parte las centurias Los Aserradores, Polidor, San Adrián de Besós, Mir, Gonzalo Lombarte, Quiñonero y Garín y Collado además de las milicias del Sindicato de Transportes. También participó el ya mencionado grupo 19 de julio.
Esta columna quedó pronto subordinada a la columna Aguiluchos situada ante Huesca. La columna en total rondaba los 1.500 milicianos. 

## Militarización
Al militarizarse, la Roja y Negra dio pie a la formación de la 127.ª Brigada Mixta del Ejército republicano, bajo la 28.ª División. Esta división fue formada con base en las columnas Ascaso, Aguiluchos y Roja y Negra, las tres organizadas por la CNT y las tres combatiendo ante Huesca. El comandante de la brigada fue Máximo Franco y el comisario de esta brigada fue el maestro cenetista Evaristo Viñuales Larroy. Francisco Sansano Navarro fue el comandante del primer batallón. Durante los Hechos de mayo de 1937 la brigada estaba situada en Binéfar. En ese momento se reunieron con unidades de la 29.ª División del POUM y de la Columna Tierra y Libertad y valoraron bajar a Barcelona. Esta opción fue descartada motu proprio, aunque también influyó que Miguel García Vivancos fue a disuadirlos.